# Michele Viale-Prelà
Michele Viale-Prelà (ur. 29 września 1799 w Bastii, zm. 15 maja 1860 w Bolonii) – francuski kardynał.

## Życiorys
Urodził się 29 września 1799 roku w Bastii. Studiował w Rzymie, uzyskując doktoraty z filozofii i teologii. 29 września 1823 roku przyjął święcenia kapłańskie. 12 lipca 1841 roku został tytularnym arcybiskupem Kartaginy, a sześć dni później przyjął sakrę. W latach 1841–1845 był nuncjuszem w Bawarii, a w okresie 1845–1853 – w Austrii. 15 marca 1852 roku został kreowany kardynałem in pectore. Jego nominacja na kardynała prezbitera została ogłoszona na konsystorzu 7 marca 1853 roku i nadano mu kościół tytularny Santi Andrea e Gregorio al Monte Celio. W 1855 roku został arcybiskupem Bolonii. Zmarł tamże 15 maja 1860 roku.